# Walter Pfrimer
Walter Pfrimer, né le 22 décembre 1881 à Marburg an der Drau et mort le 31 mai 1968 à Judenburg, était un homme politique autrichien et dirigeant de la Heimwehr en Styrie. Il était le meneur d'un coup d'état raté en 1931. 
Fils d'un négociant en vin, Pfrimer étudie le droit à l'université de Graz et obtient son doctorat en 1906. Alors qu'il est encore étudiant, il devient membre de la Burschenschaft et est un ardent disciple du nationaliste et antisémite allemand Georg Ritter von Schönerer, période durant laquelle il obtient un poste d'avocat à Judenburg,.